# Wilhelm Faehre
Johann Georg Wilhelm Faehre (auch Fehre geschrieben; geboren am 20. Juni 1832 in Seehausen; gestorben September 1869 in Borbeck) war ein preußischer Kreissekretär, vertretungsweise Landrat des Kreises Essen und zuletzt Bürgermeister der Bürgermeisterei Borbeck (1868/1869).

## Leben
Der Protestant Wilhelm Faehre war der Sohn des Porzellanwarenhändlers Johann Georg Friedrich Fehre und dessen Ehefrau Maria Dorothea Fehre, geb. Mertens. Ab 1850 leistete er seinen Militärdienst, dabei war er 1854 Unteroffizier der 2. Kompagnie und 2. Brigadeschreiber der 14. Infanterie-Brigade. Zuletzt diente Faehre im Range eines Feldwebels in Magdeburg.
Nach dem Abschied vom Militär trat Faehre in den preußischen Verwaltungsdienst ein, 1859 war er als Kreissekretär in Essen tätig. Nachdem Landrat Devens Polizeipräsident in Köln geworden war, wurde Faehre vom 1. Januar 1868 bis zum 10. Februar 1868 vertretungsweise mit den Amtsgeschäften als Landrat des Landkreises Essen betraut. Im Anschluss bekleidete Faehre bis zu seinem Tod 1869 die Stellung des Bürgermeisters der Bürgermeisterei Borbeck.

## Familie
Faehre heiratete am 15. Juli 1854 in Premnitz Adelgunde Ernestine Hassenberg (geboren am 20. Dezember 1827 in Seehausen; gestorben am 28. Oktober 1910 in Rostock), eine Tochter der verstorbenen Eheleute Heinrich Christian Hassenberg, Wundarzt 1. Klasse und Stadtwundarzt zu Seehausen und dessen Ehefrau Augustine Wilhelmine Hassenberg, geb. Werkenthin. Das Ehepaar bekam 1857 in Magdeburg die Tochter Hedwig.